# Sophia-Antipolis

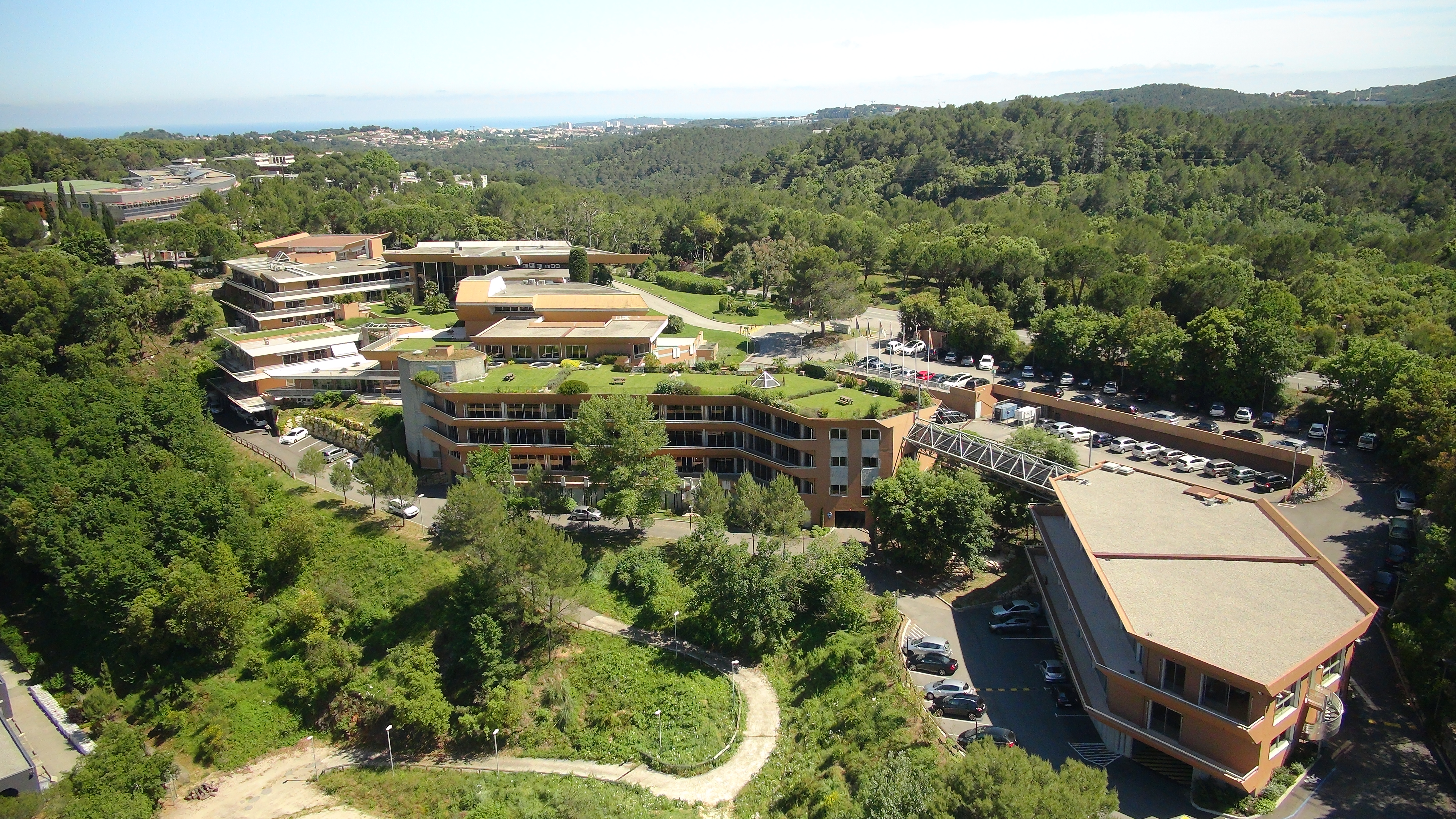
Zdjęcie Sophia-Antipolis

Sophia-Antipolis – technopolia w południowej Francji, położona w gminie Valbonne, niedaleko miasta Antibes, pomiędzy Cannes a Niceą. Została założona w 1970 i mieszczą się w niej głównie przedsiębiorstwa z branży informatycznej, elektronicznej, farmaceutycznej i biotechnologicznej. Znajduje się tutaj również kilka uczelni.
Nazwa pochodzi od imienia Sophia, greckiego uosobienia mądrości, oraz od starożytnej nazwy miasta Antibes – Antipolis.

## Przedsiębiorstwa
- Air France
- Accenture
- Amadeus
- Carrefour
- Crossbeam
- Hewlett-Packard
- Microsoft

## Uczelnie
- École polytechnique de l'université de Nice Sophia-Antipolis
- CERAM
- Eurécom
- SKEMA Business School

## Laboratoria
- CNRS
- I3S
- LEAT
- INRIA
- INRA

## Instytucje normalizacyjne
- 3rd Generation Partnership Project (3GPP)
- European Telecommunications Standards Institute (ETSI)